# Solaster regularis
Solaster regularis är en sjöstjärneart som beskrevs av Percy Sladen 1889. Solaster regularis ingår i släktet Solaster och familjen solsjöstjärnor.

## Underarter
Arten delas in i följande underarter:
- S. r. regularis
- S. r. subarcuatus